# 東田川文化記念館
東田川文化記念館（ひがしたがわきねんかん）は、山形県鶴岡市にある記念館である。構成する旧東田川郡役所・旧東田川郡会議事堂の建物は山形県指定有形文化財に指定され、敷地は「旧東田川郡役所及び郡会議事堂」として国の史跡に指定されている。

## 概要
藤島歴史公園内に位置。敷地面積は6,520m2。
郡庁舎と議事堂の2棟と、旧東田川電気事業組合倉庫で構成されている記念館である。1989年から復元工事を行い、1995年度に完成した。

## 施設概要

### 旧東田川郡役所
この節の出典：
旧東田川郡役所はかつての東田川郡の郡役所として機能していた建物である。1879年（明治12年） - 1881年（明治14年）までの間に同じく鶴岡市にある旧西田川郡役所などと同じ時期に建てられたとされている。1886年（明治19年）の春に近辺の大火に巻き込まれ消失したが、再建後され翌年の1887年（明治20年）に創建された。
1988年4月12日に山形県の有形文化財に指定されている。
建物概要
- 棟梁：高橋兼吉
- 軒高：4,545メートル
- 建築面積：512.3m2

主な展示品
- 長倉徹コレクション「時の記憶者たち」
- 香炉時計（常設展示）
- 欅櫓形漆塗ランプ台（木工芸）（常設展示）

### 旧東田川郡会議事堂
この節の出典：
旧東田川郡役所の再建時に同時に建てられた。1903年（明治36年）に大改修が施された。郡役所とは対照的に西洋風建築となっている。2階建てで1階には鶴岡市立図書館の藤島分館などがあり、2階は旧議事堂をホールとした明治ホールがあり、コンサ－トや講演会に使用されている。旧東田川郡役所と同じ1988年4月12日に山形県の有形文化財に指定されている。
建物概要
- 建物構造：木造二階建
- 軒高：9,054メートル
- 建築面積：592.6m2

### 旧東田川電気事業組合倉庫
階数を除くこの節の出典：
1924年（大正13年）頃の創建とされている。現在は管理棟・展示室として活用されている。1階は象ギャラリーとなっており、2階は旧藤島町の歴史のものを展示している。
主な展示品
- 1F
  - 竹内コレクション「象ギャラリ－」
    - 旧藤島町の名誉町民である竹内啓治が永年に渡って収集したコレクション。1994年（平成6年）の町村合併40周年にあたり旧藤島町に寄贈されたもの。
- 2F
  - 独木船（）（山形県指定文化財）
    - 全長：14.05メートル、幅：1.24メートル。藤島地域から出土したもので、現存の独木舟の中では日本最大とされている。

  - 硬玉類（山形県指定文化財)
    - 羽黒地域玉川遺跡の出土品。

  - 緑釉劃花紋大盤破片（鶴岡市指定文化財）
    - 平形遺跡の出土品。

  - 縄文土器片
  - 藤島城復元模型

## 入館料
- 無料[6]

## 開館時間
- 9時00分 - 16時30分[6]

## 休館日
- 毎週月曜日[6]
- 年末年始（12月29日 - 1月3日）[6]